# Melissa Ordway
Pour les articles homonymes, voir Ordway (homonymie).
Melissa Ordway-Gaston, née Melissa-Pam Ordway, le 31 mars 1983 à Atlanta, dans l'état de Géorgie, (États-Unis), est une actrice et mannequin américaine.

## Biographie
Melissa Ordway-Gaston est née le 31 mars 1983 à Atlanta, dans l'État de Géorgie (États-Unis). Fille unique de Christine et John Ordway, elle a commencé des études de théâtre à Atlanta et à Snellville.

### Carrière
Elle a commencé sa carrière d'actrice dans Beauty and the Beast, The Women, A Midsummer Night's Dream, etc. En 2013, elle reprend le rôle d'Abby Newman à la place d'Emme Rylan  dans le feuilleton Les Feux de l'amour.

### Vie privée
Le 22 septembre 2012, elle épouse l'acteur Justin Gaston qu'elle avait rencontré lors du tournage de Escape. En 2016, elle adopte une petite fille, prénommée Olivia Christine Gaston, née le 30 avril 2016.
En juillet 2017, elle officialise attendre son deuxième enfant en dévoilant sa première grossesse sur les réseaux sociaux. Le 9 décembre 2017, elle donne naissance à une petite fille Sophie Jolie Gaston.

## Filmographie

### Cinéma
- 2006 : Friendly Fire : Roller Godess
- 2008 : I Heart Veronica Martin : Vanessa
- 2009 : 17 ans encore : Lauren
- 2009 : Miss March : Une fille magnifique
- 2009 : Knuckle Draggers : Tiffany
- 2010 : Elektra Luxx : Sabrina Capri
- 2010 : La Dernière Chanson : Ashley
- 2010 : Bones : Samantha
- 2010 : Tales of an Ancient Empire : Princesse Tanis
- 2011 : Escape : Renee Sanders
- 2011 : Retail : Lizzie (court-métrage)
- 2011 : Time Out : Leila
- 2011 : Ghost Phone: Phone Calls from the Dead : Amanda
- 2011 : Le Joyeux Noël d'Harold et Kumar : Gracie
- 2012 : Ted : Michelle
- 2013 : L'incroyable Burt Wonderstone : Une reporter de Las Vegas
- 2013 : De@th on Live : Victoria
- 2013 : Odd Thomas contre les créatures de l'ombre : Lysette
- 2013 : Amelia's 25th : Loralei
- 2014 : L'étranger : Samantha
- 2018 : Con Man : Mindy
- 2020 : Trophies : Farrah (court-métrage)

### Télévision

#### Téléfilms
- 2009 : Xtra Credit : Lindsey
- 2011 : Miami Magma : Emily Vitrini
- 2020 : Maman ne te fera aucun mal : Sierra
- 2020 : La nounou de Noël : Elaine

#### Séries télévisées
- 2007 : Entourage : Morgan (saison 4, épisode 9)
- 2007 : How I Met Your Mother : Une femme (saison 3, épisode 3)
- 2008-2009 : Privileged : Jordanna (rôle secondaire)
- 2010 : Cold Case : Affaires Classées : Diane Yates (saison 7, épisodes 18 et 19)
- 2010 : Melrose Place : Nouvelle Génération : Morgan McKellan (3 épisodes)
- 2010 : Les Experts : Manhattan : Jenny Harper (saison 7, épisode 5)
- 2011 : The Chicago Code : Taylor (épisode 6)
- 2012 : Hollywood Heights : Cynthia Kowalski / Chloe Carter (rôle principale)
- 2012 : The League : Sutton (saison 4, épisode 2)
- 2013 : 90210 Beverly Hills : Nouvelle Génération : Sydney Price (saison 5, épisodes 16 à 22)
- Depuis 2013 : Les Feux de l'amour : Abby Newman